# Уманська загальноосвітня школа №3
Уманський ліцей № 3 Уманської міської ради Черкаської області (УЛ № 3 Уманської міської ради Черкаської області) — загальноосвітній заклад повної середньої освіти в місті Умань Черкаської області.

## Історія
Школа заснована у 1979 році згідно рішення виконавчого комітету Уманської міської Ради народних депутатів №394 від 23.08.1979 року.
У 2022 році реорганізована в Уманський ліцей № 3 Уманської міської ради Черкаської області

### Директори школи
- Шевченко Василь Степанович (1979—1985);
- Байковський Володимир Анатолійович (1985—1995);
- Середа Ярослав Максимович (1995—2001);
- Пікалюк Андрій Іванович (з 2001)[1].

## Розташування
Ліцей розміщений у триповерховій будівлі. Розташована у промисловій частині міста в районі залізничного вокзалу.

## Матеріально-технічна база
- Кількість класних кімнат — 43.
- Спеціалізовані кабінети — 2 інформатики, біології, географії, 2 фізики, хімії, 4 іноземної мови, 2 майстерні.
- Робочі місця, обладнані ПК — 42.
- 2 інтерактивні комплекси.
- Актова зала
- Спортивна зала.
- Їдальня.

Ліцей обладнаний системами водопостачання та водовідведення, автономною системою опалення.
У ліцеї наявне укриття.

## Педагогічні кадри
До складу кадрового педагогічного складу навчального закладу входить 72 вчителі та допоміжних педагогічних працівників, які представлені за такими кваліфікаційними категоріями:
- Заслужений вчитель — 1 особа.
- Вчитель-методист — 13 особи.
- Старший учитель — 13 осіб.
- Вища категорія — 39 осіб.
- Перша категорія — 18 осіб
- Друга категорія — 8 осіб.
- Спеціаліст — 7 осіб.

## Навчально-виховний процес
У ліцеї навчаються понад 1117 учнів (станом на 2023 рік). Мова здійснення навчально-виховного процесу — українська.